# 大垣公園
大垣公園（おおがきこうえん）は岐阜県大垣市にある都市公園（地区公園）である。管理は大垣市。大垣城の旧本丸、二の丸を整備した公園であり、「日本の歴史公園100選」に選ばれている。

## 概要

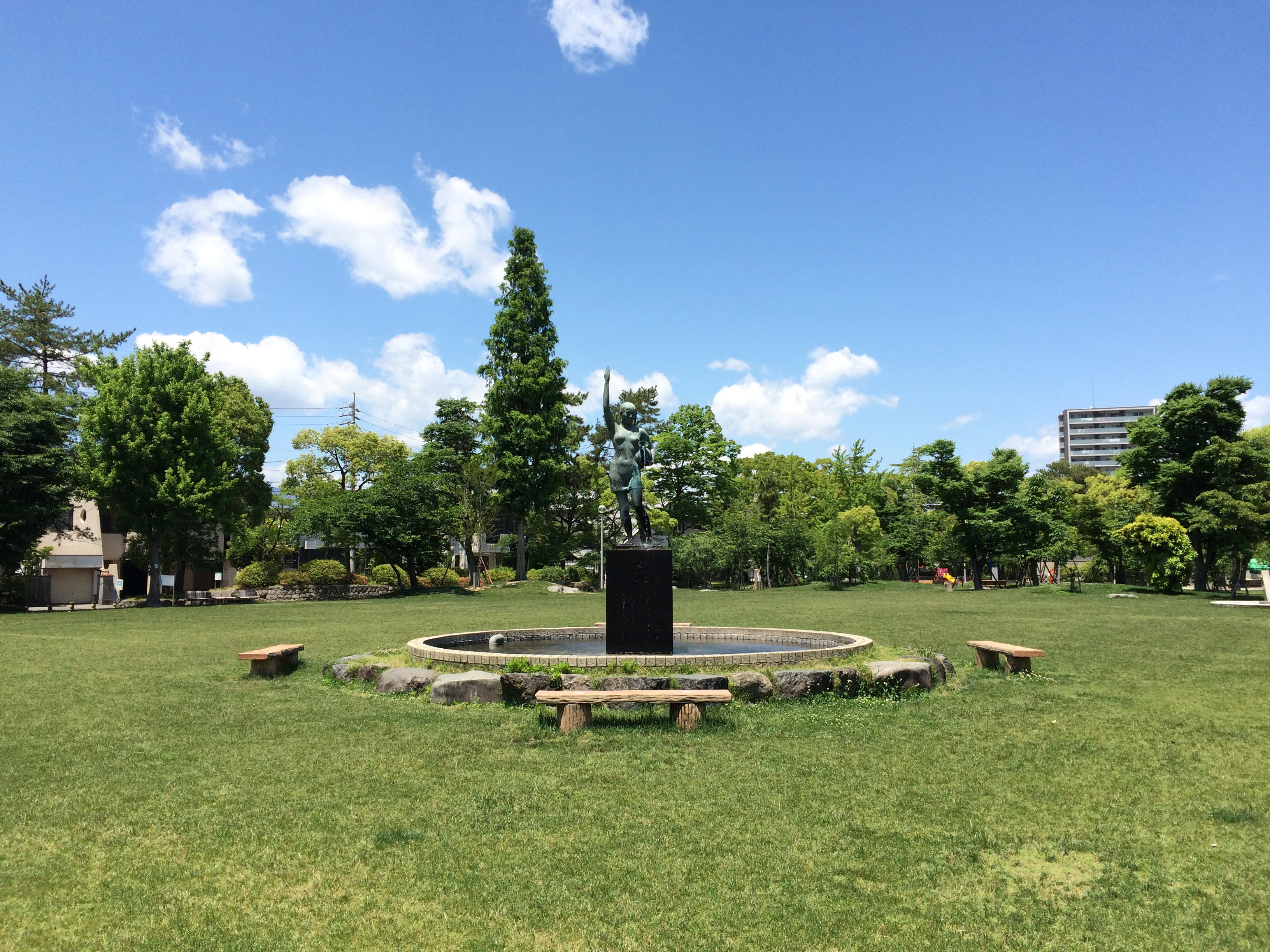
大垣公園の芝生広場（2015年5月）

- 芝生広場、大型遊具、噴水などが整備されている。また、園内には約30種類200本の桜があり、市内の桜の名所となっている。
- かつては動物舎があり、小規模の動物園が開設されていた。また、野球場も設置されていた。
- 大垣城ホールを含む大垣公園の再整備の構想があり、2023年度内に基本構想をまとめ、2024年度以降に基本計画を策定する予定である[1]。

## 沿革
- 1873年（明治6年）：大垣城二の丸を整備し開園。岐阜県内の都市公園としては最初という。
- 1880年（明治13年）：大垣城本丸も大垣公園となる。
- 1945年（昭和20年）7月：大垣空襲により大垣城が焼失。
- 1951年（昭和26年）：土地区画整理事業により、再整備。面積などは、ほぼ現在と同じとなる。
- 1959年（昭和34年）4月：大垣城が再建される。
- 1974年（昭和49年）：公園内の野球場を閉鎖。
- 2000年（平成12年）3月25日～10月9日：決戦関ヶ原大垣博の会場となる。

## 園内・近隣の施設
- 大垣城
- 大垣城ホール
- 濃飛護国神社
- 常葉神社
- 大垣市郷土館
- 大垣市役所
- 大垣市多目的交流イベントハウス

## 利用時間・料金
利用時間
- 公園敷地：終日開放。
- 大垣城：9:00～17:00　火曜日及び祝日の翌日などは休館。

料金
- 公園敷地：無料。
- 大垣城は：大人100円。小中学生50円。

## 交通
鉄道
- 東海道本線・養老鉄道・樽見鉄道大垣駅より徒歩15分

バス
- 名阪近鉄バス「郭町」「大垣城ホール」バス停下車

自動車
- 岐阜県道237号西大垣停車場線。駐車場は近隣の市営駐車場を利用。